# Helikon (folyóirat, 1955–)
A Helikon a Magyar Tudományos Akadémia Irodalomtörténeti, majd Irodalomtudományi Intézetének 1955-től megjelenő irodalomelméleti folyóirata. Kezdetben Világirodalmi Figyelő, majd 1992-től Irodalomtudományi Szemle alcímmel jelent meg.

## Tartalom, munkatársak
A lap érdeklődési körébe tartozik az irodalomtudomány és az irodalomnak a művelődéstörténettel határos nemzetközi kutatási eredményeiről való tájékoztatás. Rendszeresen beszámol az irodalomtudomány nemzetközi eseményeiről, kongresszusairól, tanácskozásairól, ismertetve az egymástól eltérő álláspontokat, módszertani vitákat. Értékesek a lap tematikus számai, amelyek szakterületekhez kapcsolódnak (például: A kelet-európai avantgárd. (1964/2-3. sz.); Irányzatok a mai francia irodalomtudományban. (1983/3-4. sz.); Ökokritika (2007/3. sz.).
A lap első felelős szerkesztője Képes Géza volt, majd őt követte Köpeczi Béla, aki 1960-tól szerkesztő, 1966-tól felelős szerkesztő, 1971-től főszerkesztő. Hopp Lajos 1965-től főszerkesztő, 1971-től felelős szerkesztő. Szerkesztőbizottsági tagok voltak: Miklós Pál, Sziklay László, Vajda György Mihály. 1991-től Varga László jegyezte a lapot mint felelős szerkesztő, a Szerkesztőbizottság tagjai: Varga László főszerkesztő, T. Erdélyi Ilona, Földes Györgyi, Gránicz István, Hites Sándor, Karafiáth Judit (könyvrovat), Odorics Ferenc, Szentpéteri Márton, Szili József, Sőrés Zsolt (technikai szerkesztő).
Főszerkesztője 2016-tól Földes Györgyi.
Periodicitás: negyedévente. ISSN 0017-999X

## Repertórium
- A Helikon repertóriuma, 1955–2011 / szerk. Sőrés Zsolt. Budapest : Argumentum, 2012. 308 p.